# Bóbitás darázsölyv
A bóbitás darázsölyv (Pernis ptilorhynchus) a madarak osztályának vágómadár-alakúak (Accipitriformes) rendjébe, ezen belül a vágómadárfélék (Accipitridae) családjába és a darázsölyvformák (Perninae) alcsaládjába tartozó faj.

## Rendszerezése
A fajt Coenraad Jacob Temminck holland zoológus írta le 1821-ben, a Falco nembe sorolva Falco ptilorhyncus néven.

## Alfajai
- jávai bóbitás darázsölyv  (Pernis ptilorhyncus ptilorhyncus), Jáva,  Kis-Szunda-szigetek
- maláj bóbitás darázsölyv (Pernis ptilorhyncus torquatus), Malajzia, Szumátra és Borneó
- palawani bóbitás darázsölyv (Pernis ptilorhyncus palawanensis), Palawan
- Fülöp-szigeteki bóbitás darázsölyv (Pernis ptilorhyncus philippensis), Fülöp-szigetek
- indiai bóbitás darázsölyv (Pernis ptilorhyncus ruficollis), India, Mianmar, Dél-Kína
- szibériai bóbitás darázsölyv (Pernis ptilorhyncus orientalis),  Kelet-Szibéria és Északkelet-Kína

## Előfordulása
Ázsia területén honos. Természetes élőhelyei a mérsékelt övi erdők, szubtrópusi és trópusi síkvidéki és hegyi esőerdők, valamint füves puszták és ültetvények. Vonuló faj.

## Megjelenése
Testhossza 68 centiméter, szárnyfesztávolsága 135–150 centiméter, testtömege pedig 600–1000 gramm.
|  |  |

## Természetvédelmi helyzete
Az elterjedési területe rendkívül nagy, egyedszáma pedig stabil. A Természetvédelmi Világszövetség Vörös listáján nem fenyegetett fajként szerepel.